# Cyclosilicaat

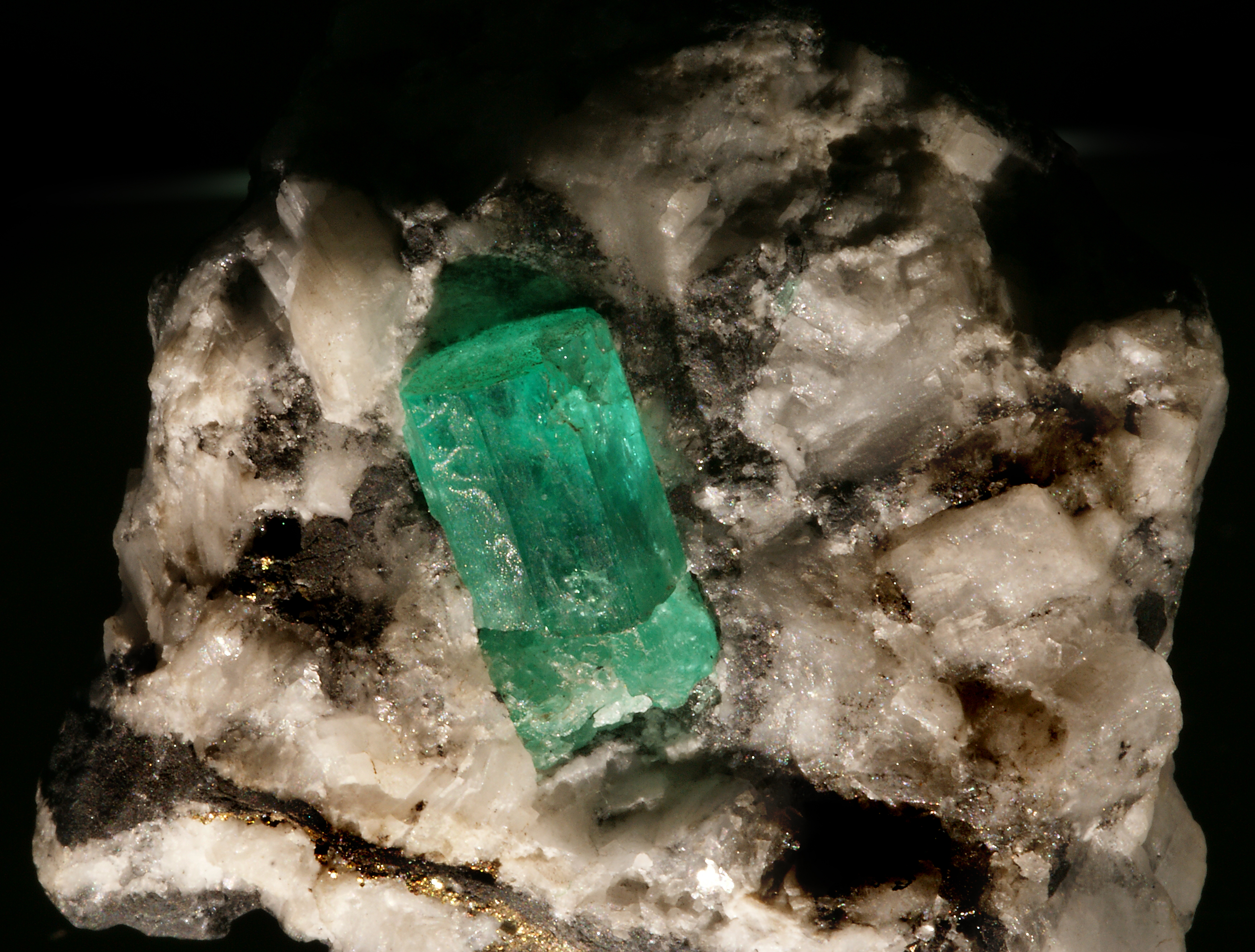
Smaragd

Een cyclosilicaat is een silicaat dat uit drie, vier, zes, acht of meer moleculen is opgebouwd van siliciumdioxide en ringen vormen. Siliciumdioxide wordt ook silica genoemd. De moleculen siliciumdioxide hebben de vorm van een viervlak. De verbindingen tussen twee moleculen siliciumdioxide in de ring is steeds één atoom. De molecuulformule van de cyclosilicaten, die het meest voorkomen, is Si3O9, Si4O12, Si6O18 of Si8O20. De kristalvorm van deze mineralen is vaak langwerpig in de vorm van een prisma. Voorbeelden van cyclosilicaten zijn toermalijn en beril. Dit zijn beide groepen van mineralen. Voorbeelden van mineralen in de beril-groep zijn smaragd en aquamarijn.
Er komen varianten voor.

## Voorbeelden

benitoiet
papagoiet
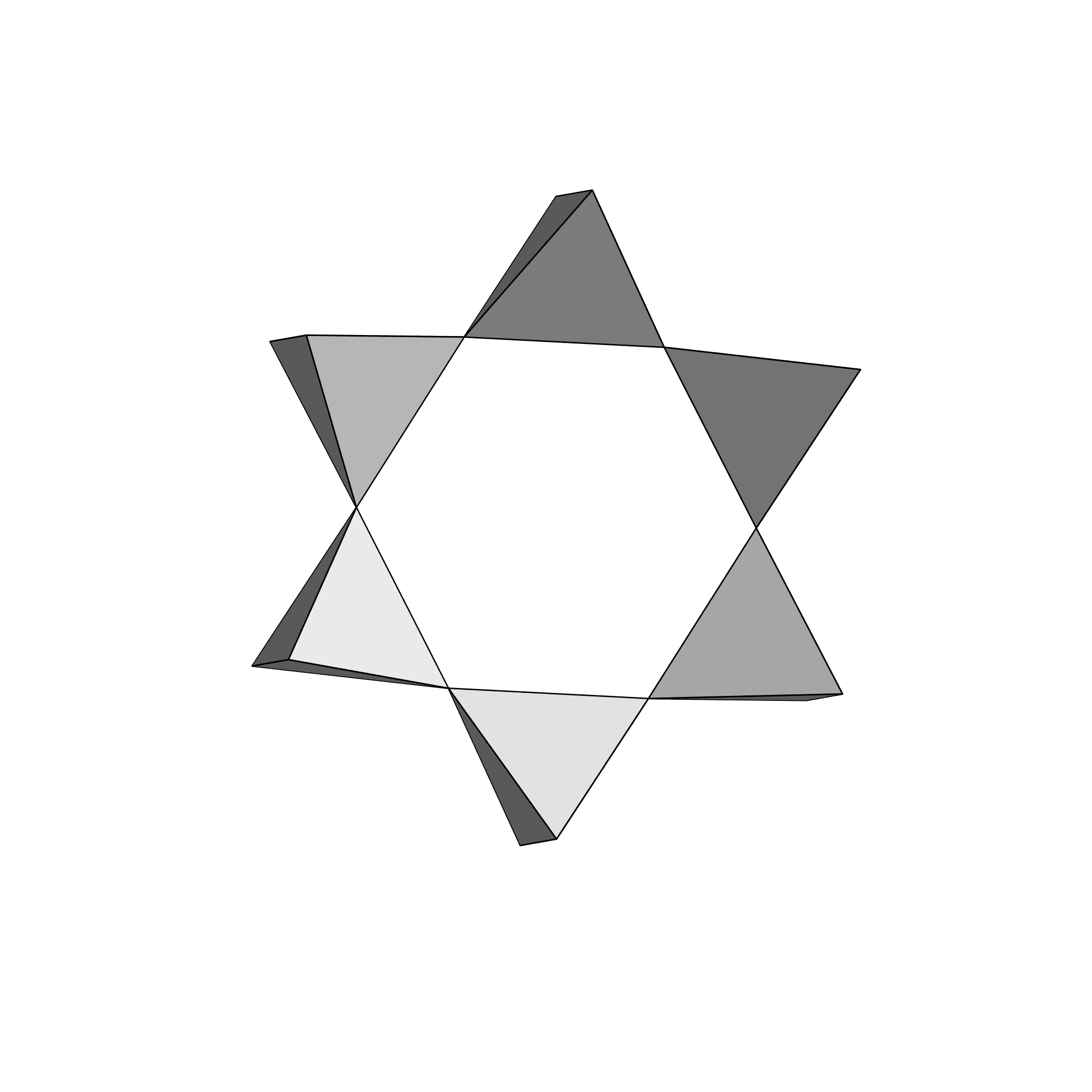
beril
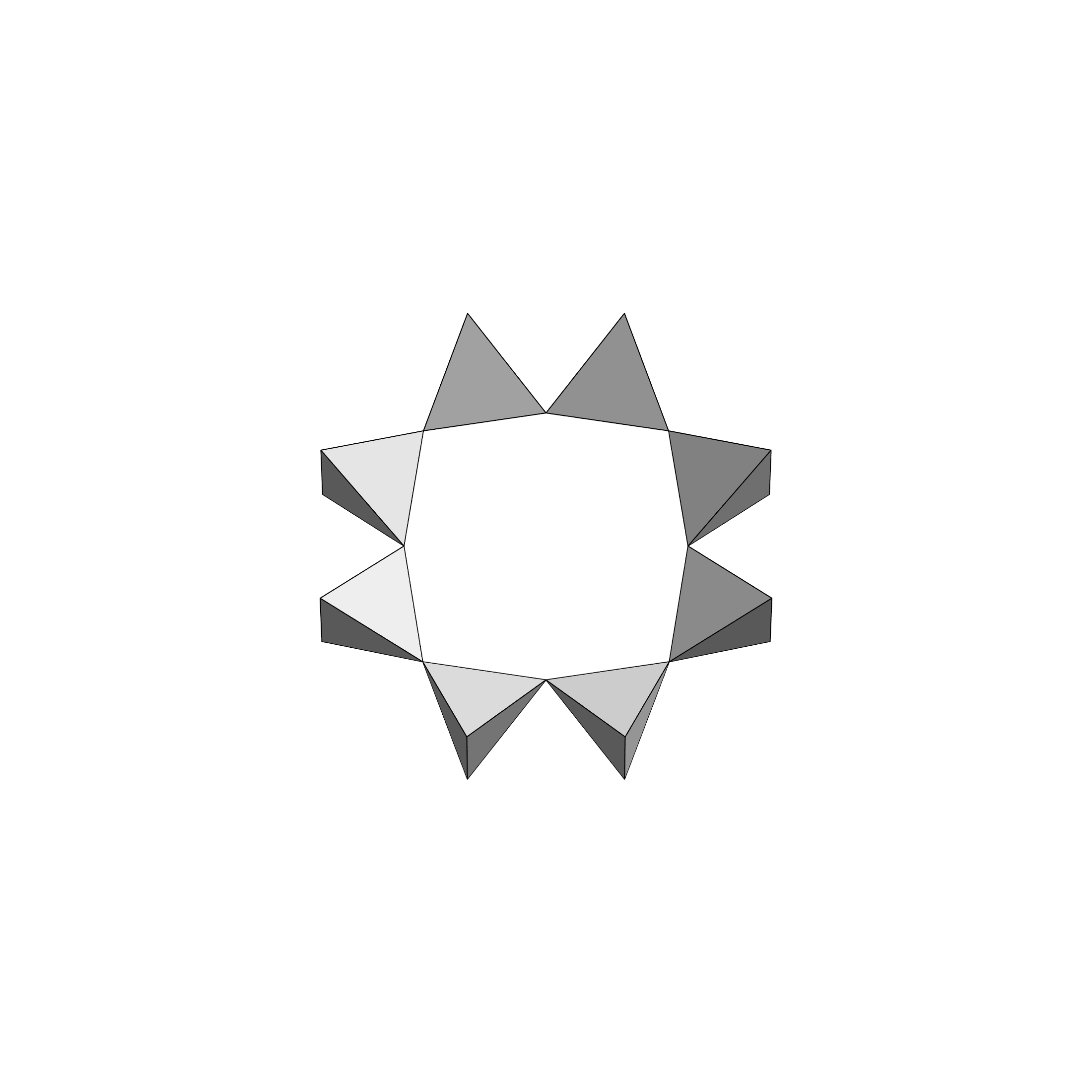
muiriet
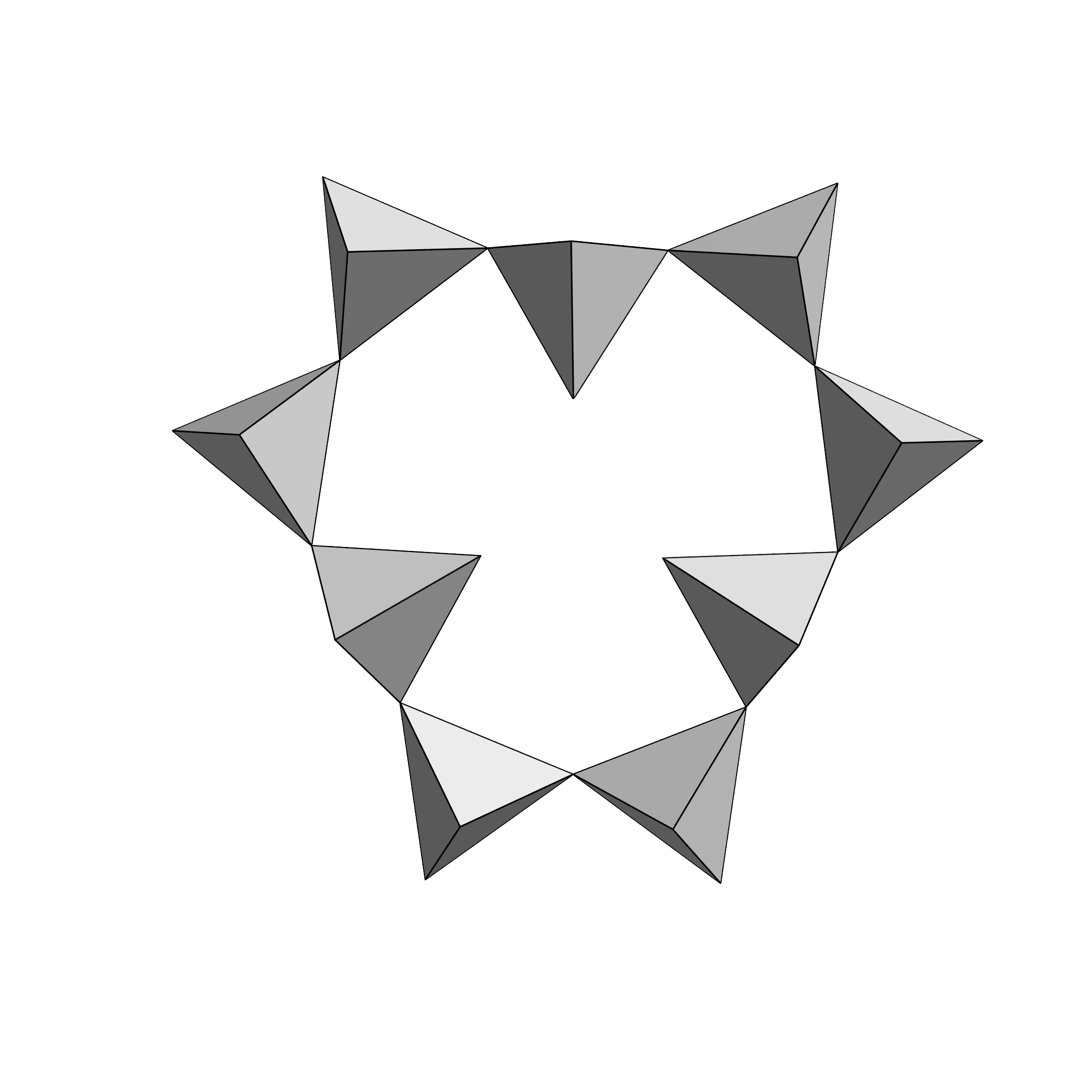
eudialyt
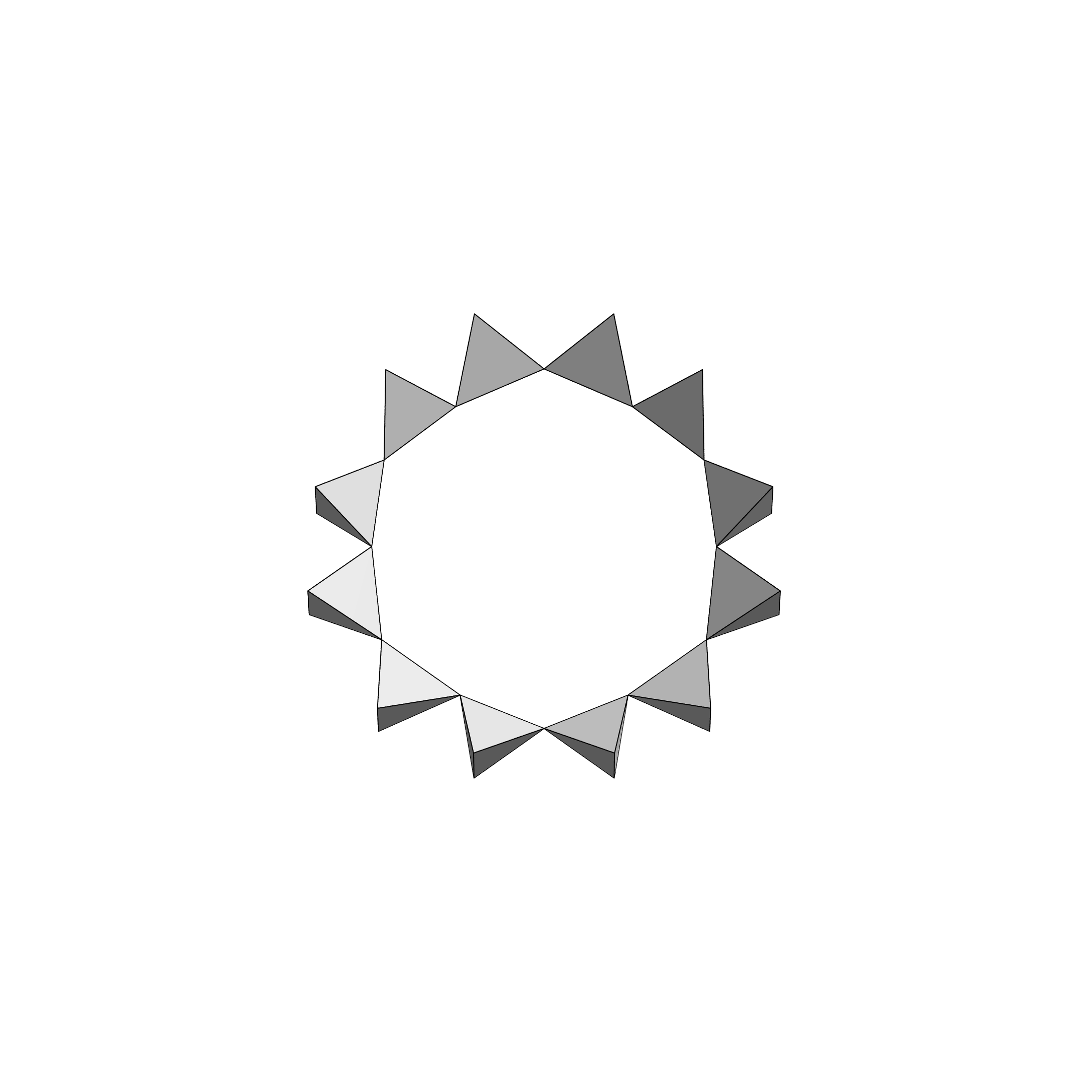
traskiet
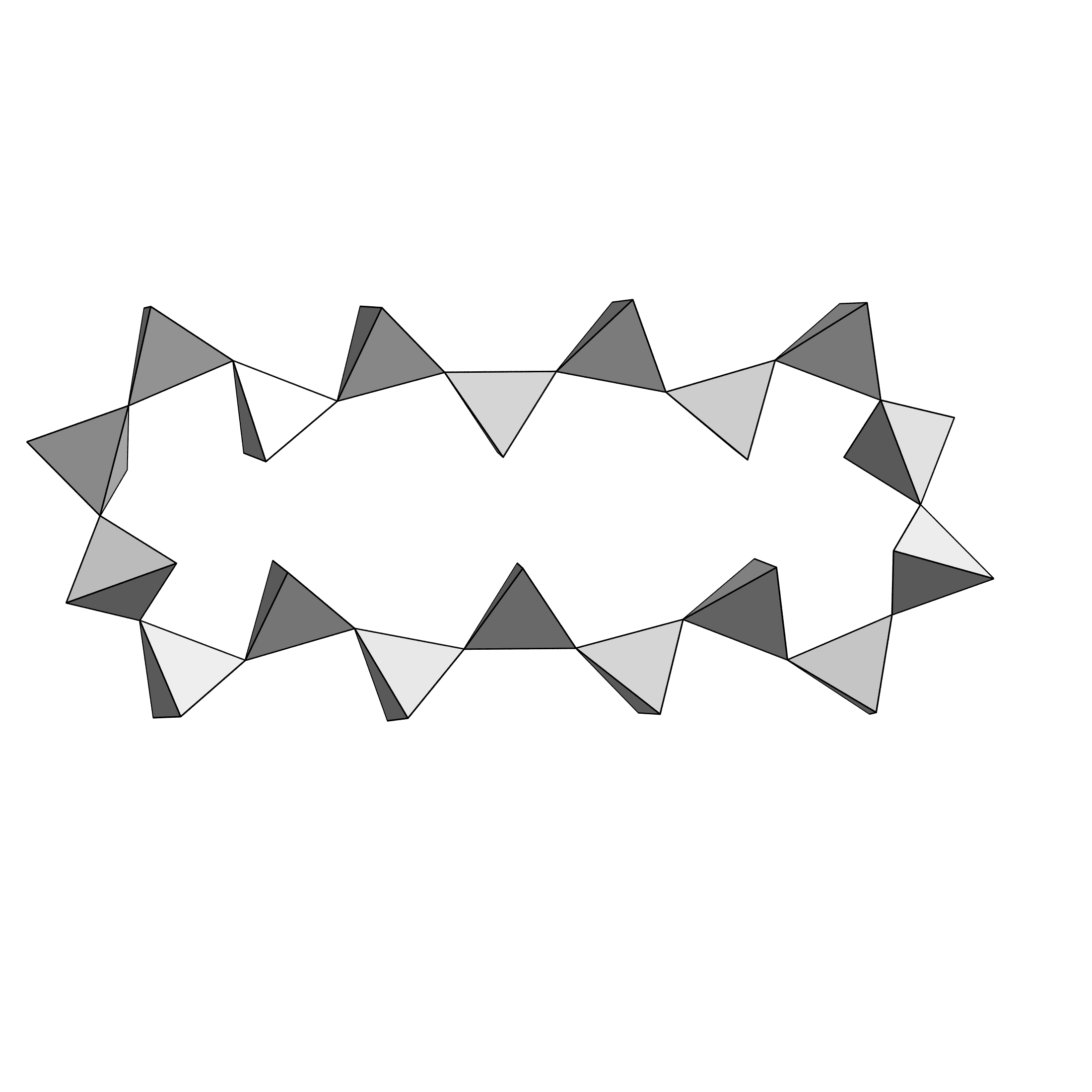
megacycliet

## Dubbele ringen

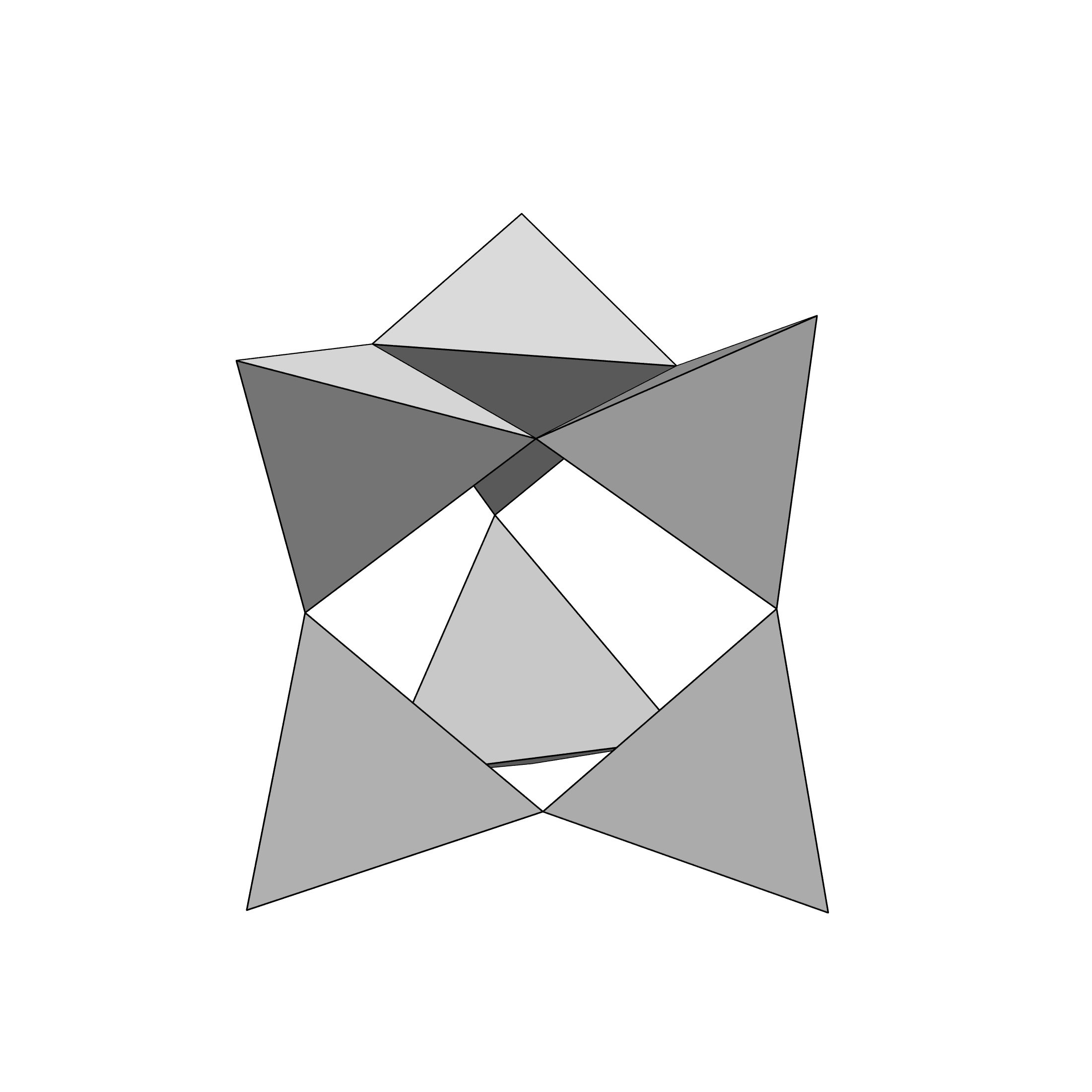
moskviniet
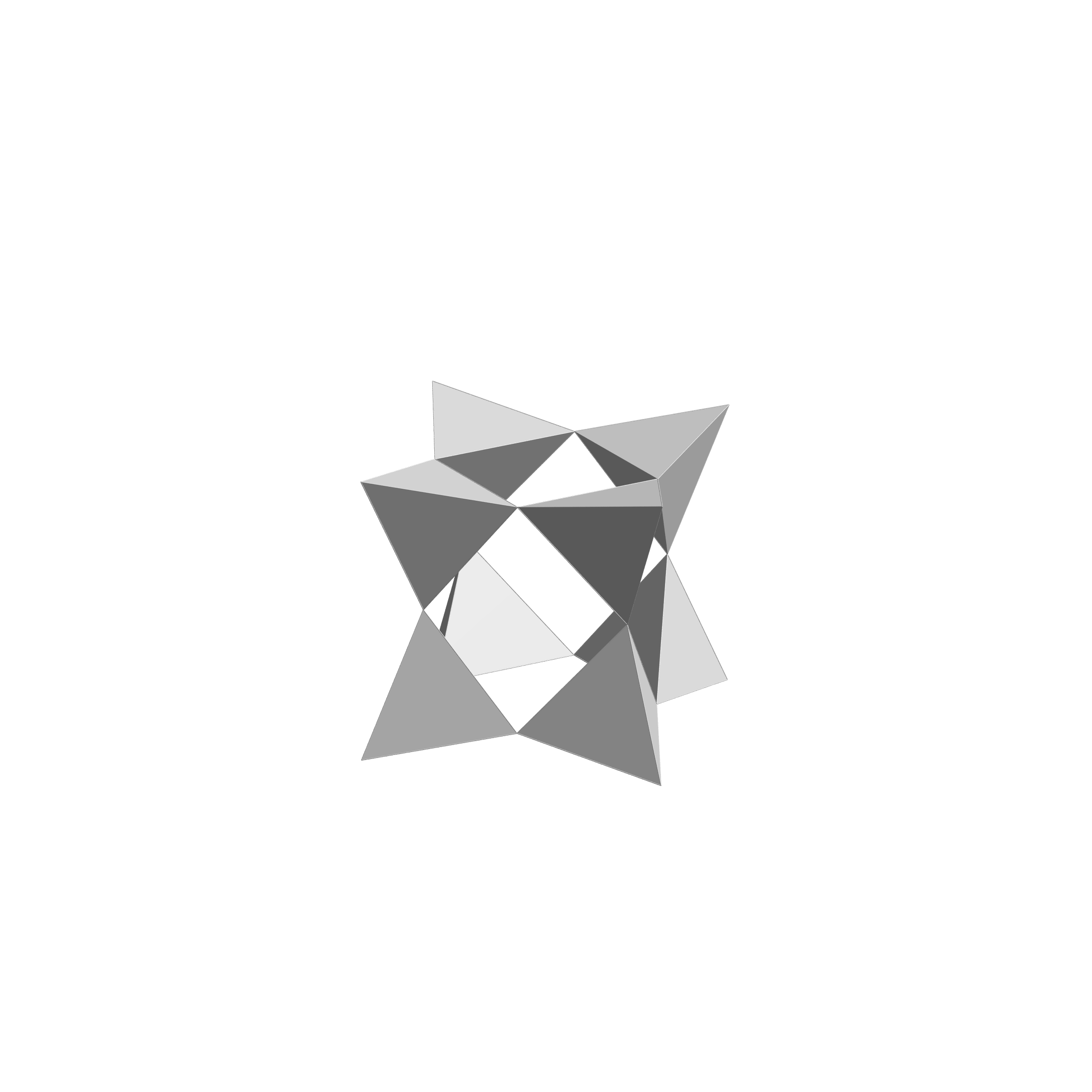
steacyiet
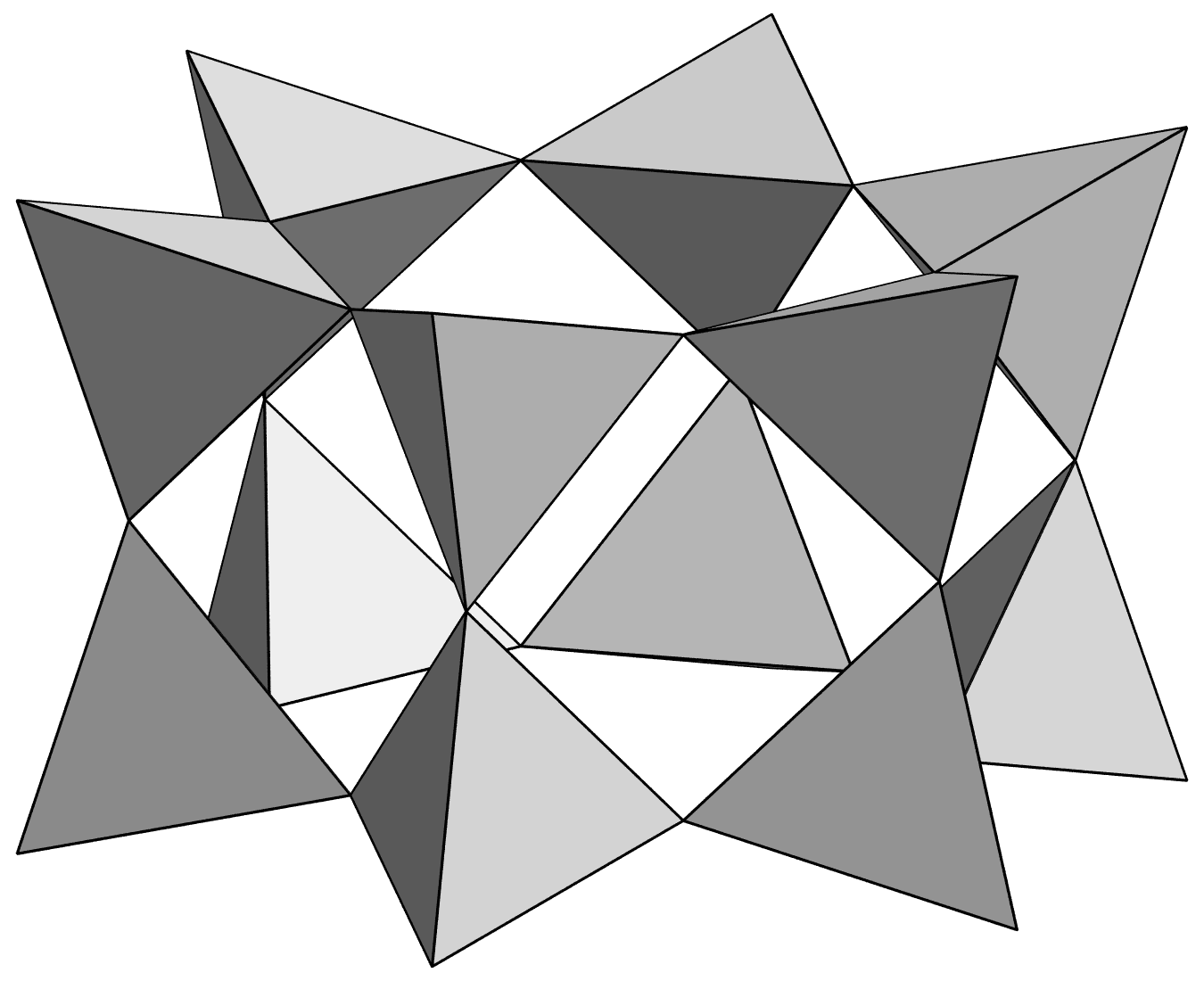
milariet

Meer dan dubbele ringen zijn in mineralen nog niet gevonden.

## Vertakkingen

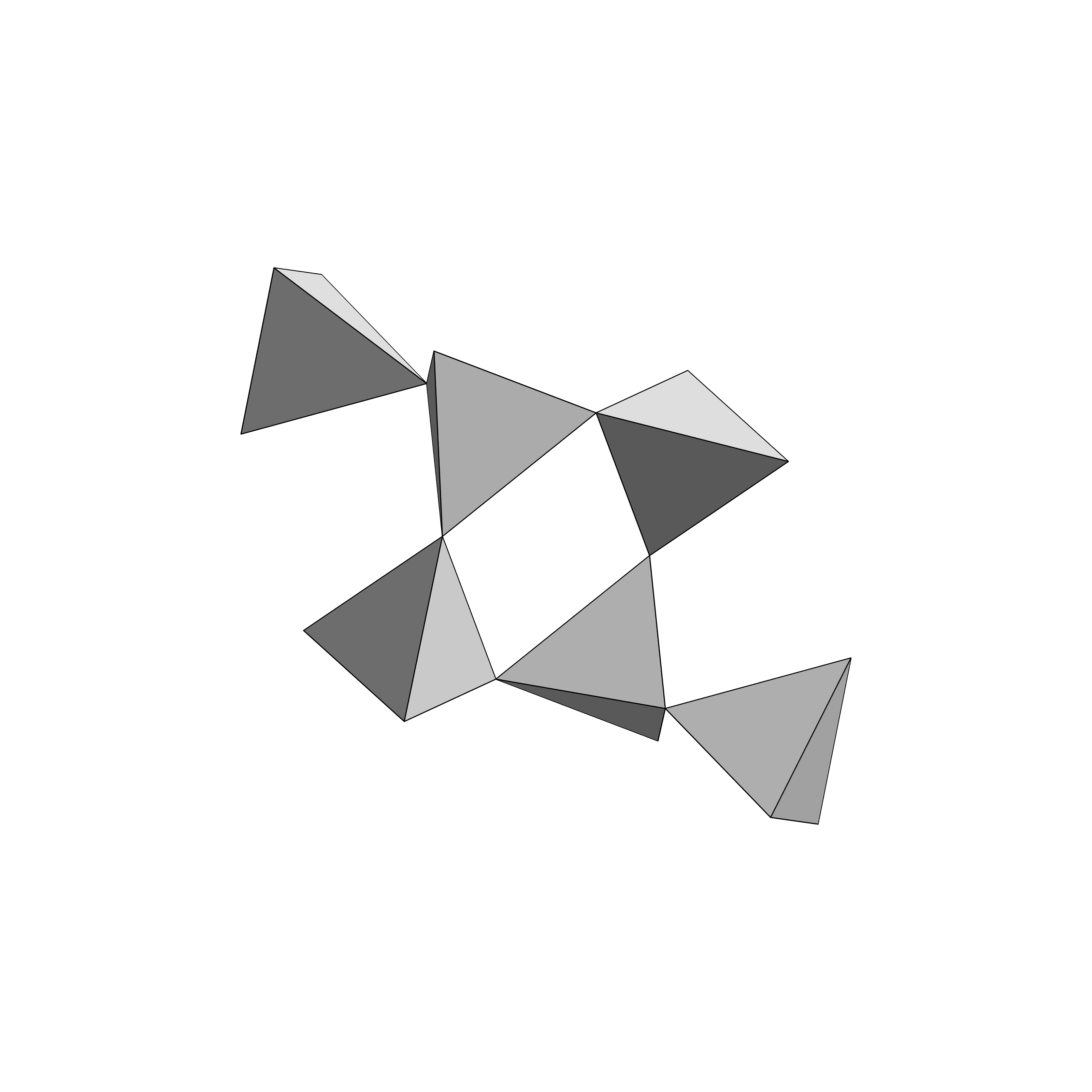
eakeriet
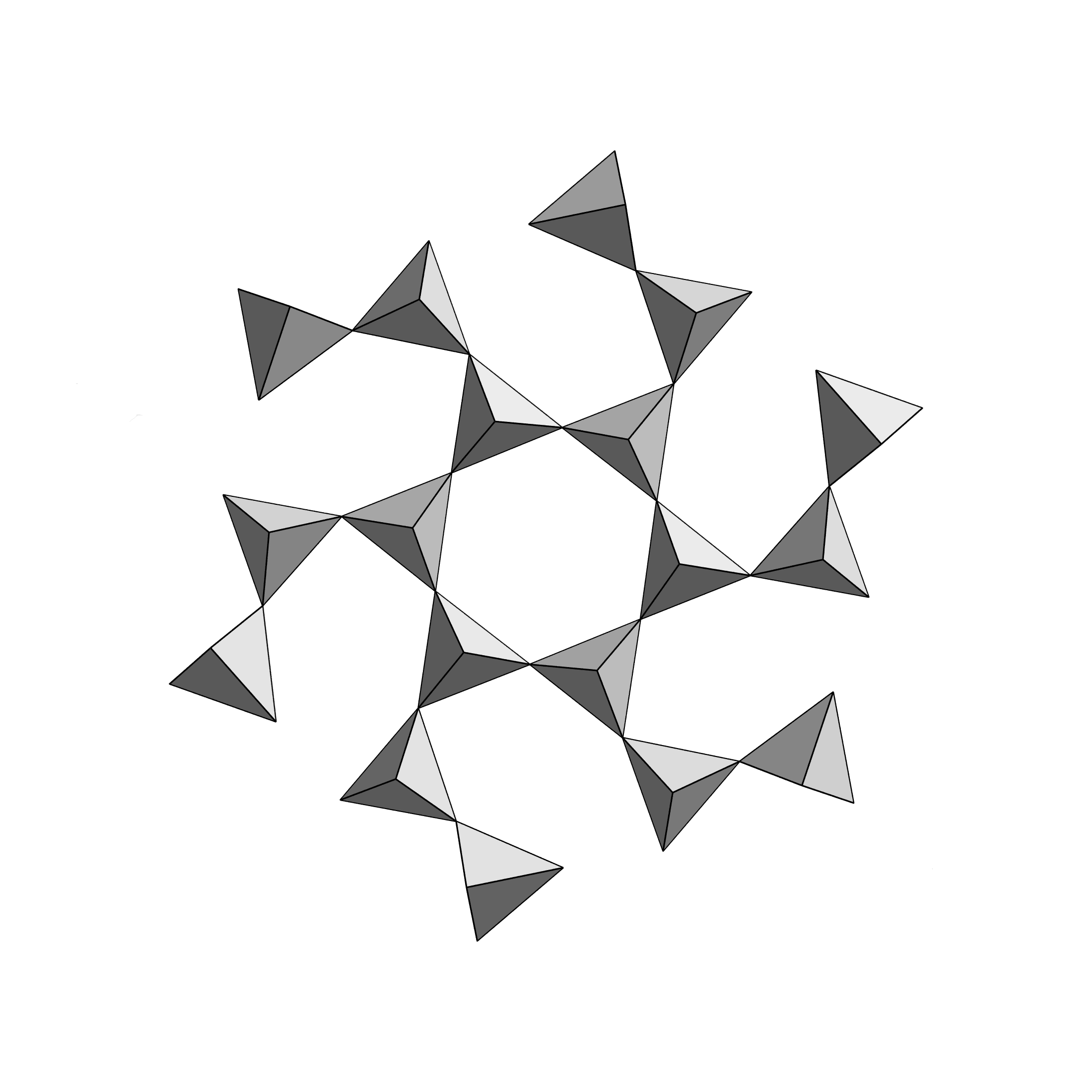
tienshaniet

- eakeriet[6]
- tienshaniet[7]

Nesosilicaat · Inosilicaat · Sorosilicaat · Cyclosilicaat · Tectosilicaat · Fyllosilicaat